# Буслаєв Олексій Георгійович
Олексі́й Гео́ргійович Бусла́єв — старший солдат Збройних сил України.

## Короткий життєпис
До війни Олексій був бізнесменом. На війну пішов, щойно надійшла повістка. Кулеметник, 30-та окрема механізована бригада.
6 лютого 2015-го зазнав поранення та зник безвісти поблизу Дебальцевого під час артилерійського обстрілу терористами поблизу селища Рідкодуб — загін висувався на завдання розблокувати оточену 128-му бригаду, потрапили в засідку. Тоді ж загинув солдат Вадим Новак.
Три місяці рідні Олексія вважали, що він у полоні. Упізнаний серед загиблих. Похований в місті Київ. Без Олексія лишилися дружина та двоє дітей.

## Нагороди
За особисту мужність і героїзм, виявлені у захисті державного суверенітету та територіальної цілісності України, вірність військовій присязі під час російсько-української війни, відзначений — нагороджений
- орденом «За мужність» III ступеня (посмертно)